# Krzysztof Kotorowski
Krzysztof Kotorowski (Poznań, 12 settembre 1976) è un ex calciatore polacco, di ruolo portiere.

## Carriera
Ha giocato per sette anni nel Dyskobolia. Ha militato dal 2004 sino al termine della sua carriera, avvenuta nel 2016, al Lech Poznań.

## Palmarès

### Club

#### Competizioni nazionali
- Campionato polacco: 2

Lech Poznań: 2009-2010, 2014-2015
- Coppa di Polonia: 1

Lech Poznań: 2009